# Piercingové šperky
Piercingové šperky jsou různé druhy šperků používané při aplikacích piercingu. Jednotlivé šperky je možné získat v různých tloušťkách, délkách a materiálech. Nejčastěji užívané šperky uvádí následující přehled. Je nutné podotknout, že při rozumné tloušťce šperku se člověk nevystavuje riziku. Po vyjmutí se dírka sama zatáhne. Při roztáhnutí do více než 2 milimetrů už je riziko, že se bude místo špatně hojit.[zdroj?] Rozumná velikost (zejména při roztahování uší) tedy není zdraví nebezpečná.

## Kroužek

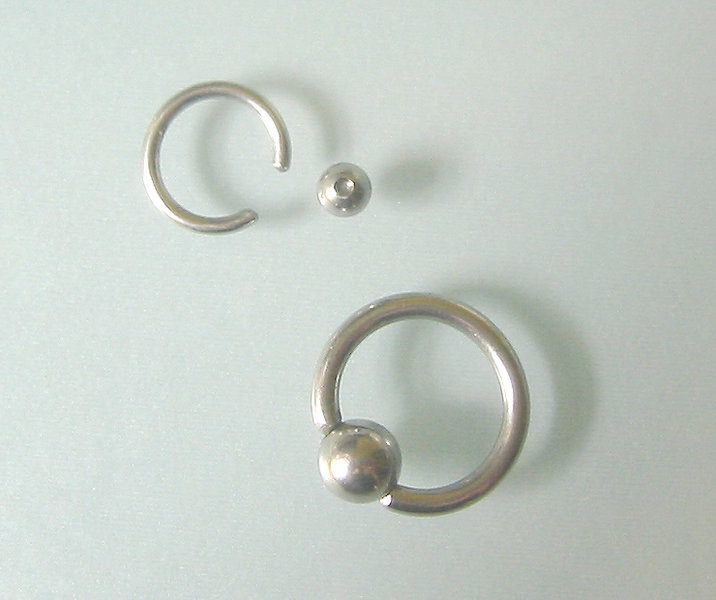
Kroužek

Snad nejčastějším šperkem je kroužek. Jeho využití je možné téměř pro jakýkoliv druh piercingu. Kroužek může být buď s kuličkou nebo se segmentem (tzv. hladký kroužek).
V anglické terminologii se obvykle užívá označení Rings.

## Činka

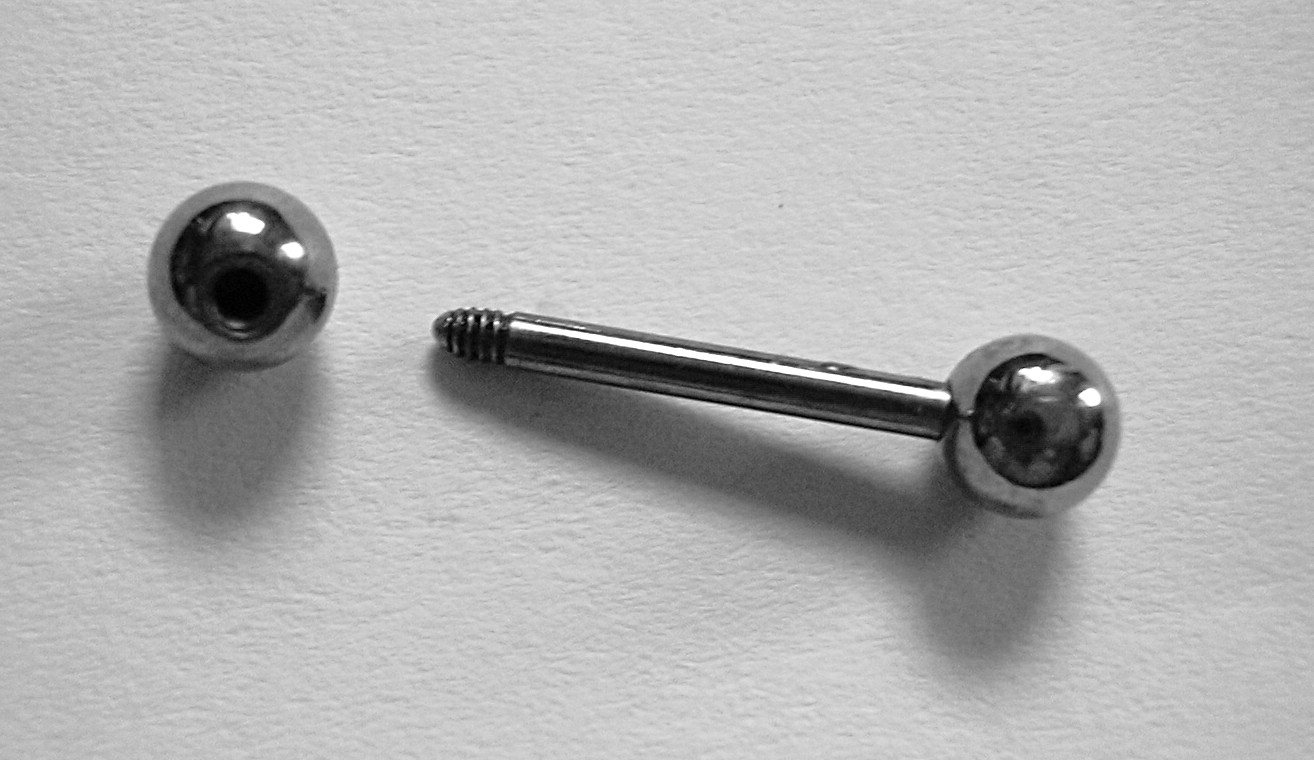
Činka

Velmi rozšířeným šperkem je též činka. Často se – ozdobena blyštivými kuličkami – užívá například pro piercing jazyka, uší či genitálií.
V anglické terminologii se obvykle užívá označení Barbell.

## Obočovka/banánek
Dalším poměrně obvyklým šperkem je též obočovka nebo jiným názvem banánek. Je to mírně prohnutá činka zakončená kuličkami na závit. 
V anglické terminologii se obvykle užívá označení Curved Barbell nebo Bananabell.

## Pupíkovka
Variantou obočovky je tzv. pupíkovka určená pro piercing do pupíku. Od obočovky se liší tím, že spodní kulička je výrazně větší než horní a bývá vylepšena např. blyštivým kamínkem nebo jinou (často velmi výraznou) ozdobou (k upoutání pozornosti). Někdy je spodní kulička nesnímatelná.
V anglické terminologii se obvykle užívá označení Navel Barbell.
Pupíkovky mohou mít také tyčku z bioplastu, především z důvodu využití pro těhotné ženy. Tyčka z bioplastu je delší a flexibilní, což zajišťuje přizpůsobení břicha zejména v pokročilé fázi těhotenství. 

## Špička

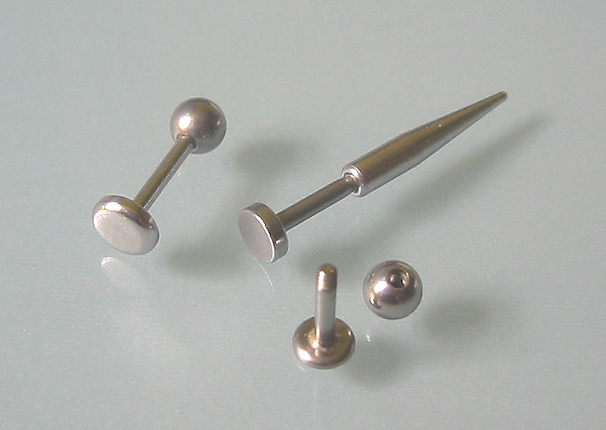
Špička

Pro piercingy horních a dolních rtů se používají špičky.
V anglické terminologii se obvykle užívá označení Labret.

## Podkova

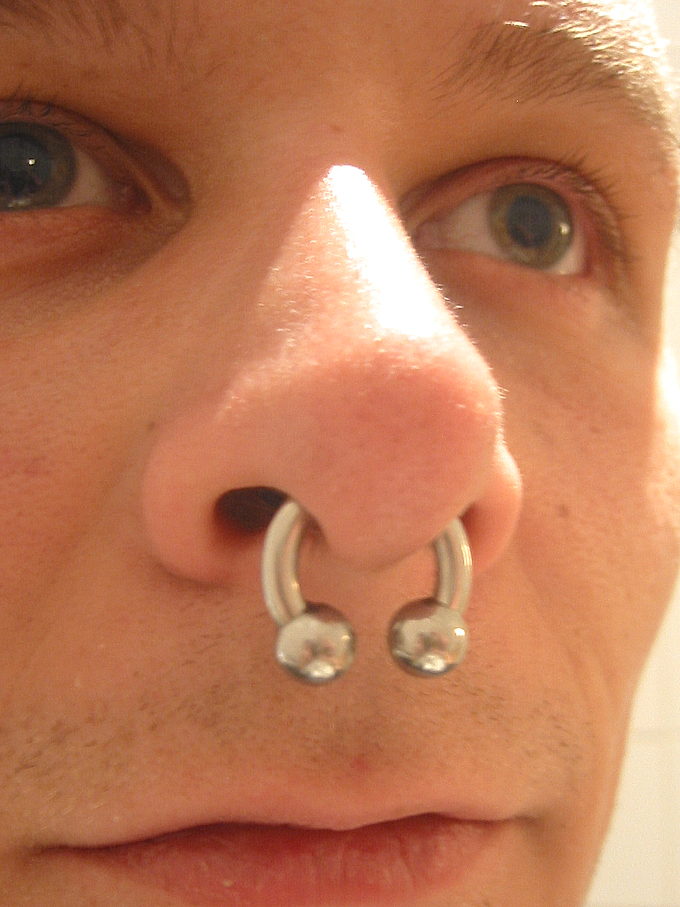
Podkova

Obdobně jako je rozšířen kroužek se užívá i šperk ve tvaru podkovy. Jedná se o neuzavřený kroužek, jehož konce jsou ozdobeny na závit našroubovanými kuličkami nebo hroty.
V anglické terminologii se obvykle užívá označení CircularBarbell.

## Mikrodermál (MD)
Tento šperk je obvykle titanový a skládá se ze dvou částí. Obě části jsou spojeny závitem. Spodní – plochá – část se implantuje malým otvorem pod kůži, horní část pak vyčnívá nad kůží a je obvykle zakončena kuličkou nebo například kamínkem ozdobenou placičkou.
V anglické terminologii se užívá též označení Dermal Anchor.

## Surface (surfejs) šperk
Tento šperk je určen pro aplikace tzv. surface piercingů. Proto má speciální tvar (připomínající písmeno U), aby se udržel na ploché kůži. Oba jeho konce jsou kolmo nebo téměř kolmo zahnuty. Použití je například pro piercing na prsní kosti (sternum). 
Existuje i varianta šperku polosurfejs, kdy je zahnuta jen jedna jeho strana. Například pro Christinu je tento šperk vhodný. 

## Falešný piercing

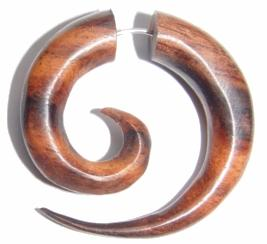
Falešný piercing

Tento druh piercingové náušnice se používá ke zdobení ucha. Piercing je určen k aplikaci do ušní dírky mající standardní průměr, avšak vizuálně má působit jako by ucho bylo ozdobeno piercingem typu plug (neboli tunel) či roztahovák, tzn. náušnicí s velkým průměrem v roztažené ušní dírce. Piercing je vyroben obvykle z chirurgické oceli 316L nebo z materiálu potaženého chirurgickou ocelí, dále se vyrábí též z různých organických materiálů jako je rohovina, kost nebo dřevo.
V anglické terminologii se obvykle užívá označení Fake plug nebo Fake taper.

## Šperky z akrylátu
Z hlediska piercingu se z polymethylmethakrylátu (PMMA) nejčastěji vyrábí tunely, roztahováky, plugy a kuličky. Výhodou tohoto materiálu je lehkost, velmi hladký povrch a možnost vyrábět jej v mnoha barevných variantách a stupních průhlednosti. Nevýhodou PMMA je jeho křehkost, používá se tak na výrobu šperků o větších průměrech materiálu, aby tak snadno nedocházelo k jejich poškození.
Materiál je poměrně měkký, hodí se tak na výrobu piercingových kuliček s širokou škálou použití, zejména při aplikaci v ústech lze ocenit, že kuličky z akrylátu nepoškozují při kontaktu se zuby zubní sklovinu. Tento materiál není zdraví škodlivý a nevyvolává alergické reakce. Šperky z tohoto materiálu jsou vhodné pouze do zhojených piercingů, neboť se nedají sterilizovat v horkovzdušných ani parních sterilizátorech. Vystavení vysokým teplotám, stejně jako některým dezinfekcím může poškodit jejich povrch.